# Élections municipales turques de 2024
Les élections municipales turques de 2024 (2024 Türkiye Cumhuriyeti Yerel Yönetimler Seçimi) ont lieu le 31 mars 2024 afin d'élire les conseillers municipaux et provinciaux ainsi que les maires métropolitains et de districts municipaux de la Turquie.
Le Parti de la justice et du développement (AKP) du président Recep Tayyip Erdoğan cherche notamment à retrouver le contrôle d'Istanbul, remportée par le candidat du Parti républicain du peuple (CHP), Ekrem İmamoğlu, lors des élections de 2019.
Les élections sont une défaite pour le parti au pouvoir, au profit de l'opposition. Le Parti républicain du peuple (CHP) réalise en effet son meilleur résultat depuis 1977, et l'emporte notamment dans les cinq plus grandes villes du pays (Istanbul, Ankara, Izmir, Bursa et Adana), poussant le président Erdoğan a reconnaitre la défaite de sa formation au soir du scrutin.

## Contexte
Le Parti de la justice et du développement (AKP) du président Recep Tayyip Erdoğan cherche notamment à retrouver le contrôle d'Istanbul, remportée par le candidat du Parti républicain du peuple (CHP), Ekrem İmamoğlu, lors des élections de 2019,.

## Résultats

### Agrégation nationale
|                        | Parti républicain du peuple (CHP)                        | 17 391 548 | 37,77 |     |  |  |
|                        | Parti de la justice et du développement (AKP)            | 16 339 771 | 35,49 |     |  |  |
|                        | Nouveau parti de la prospérité (YRP)                     | 2 851 784  | 6,19  | Nv. |  |  |
|                        | Parti de l'égalité et de la démocratie des peuples (DEM) | 2 625 588  | 5,70  |     |  |  |
|                        | Parti d'action nationaliste (MHP)                        | 2 297 662  | 4,99  |     |  |  |
|                        | Le Bon Parti (İYİ)                                       | 1 735 924  | 3,77  |     |  |  |
|                        | Parti de la victoire (ZP)                                | 800 905    | 1,74  | Nv. |  |  |
|                        | Parti de la félicité (SP)                                | 503 210    | 1,09  |     |  |  |
|                        | Parti de la cause libre (HÜDA PAR)                       | 253 648    | 0,55  |     |  |  |
|                        | Parti de la grande unité (BBP)                           | 200 301    | 0,44  |     |  |  |
|                        | Parti de la démocratie et du progrès (DEVA)              | 150 600    | 0,33  | Nv. |  |  |
|                        | Parti pour une Turquie indépendante (BTP)                | 113 043    | 0,25  |     |  |  |
|                        | Parti démocrate (DP)                                     | 92 166     | 0,20  |     |  |  |
|                        | Parti de la patrie (en) (M)                              | 78 289     | 0,17  | Nv. |  |  |
|                        | Parti des travailleurs de Turquie (TIP)                  | 71 108     | 0,15  |     |  |  |
|                        | Parti communiste de Turquie (TKP)                        | 51 303     | 0,11  |     |  |  |
|                        | Parti de la gauche démocratique (DSP)                    | 48 516     | 0,11  |     |  |  |
|                        | Parti patriote (VATAN)                                   | 43 240     | 0,09  |     |  |  |
|                        | Parti de la nouvelle Turquie (YTP)                       | 42 646     | 0,09  |     |  |  |
|                        | Parti de la nation (MP)                                  | 38 578     | 0,08  |     |  |  |
|                        | Parti du futur (en) (GP)                                 | 34 212     | 0,07  | Nv. |  |  |
|                        | Parti des droits et libertés (en) (HAK)                  | 31 633     | 0,07  |     |  |  |
|                        | Parti du travail (EMEP)                                  | 29 985     | 0,07  |     |  |  |
|                        | Parti de gauche (SOL)                                    | 22 810     | 0,05  |     |  |  |
|                        | Autres partis                                            | 88 042     | 0,19  |     |  |  |
|                        | Indépendants                                             | 108 144    | 0,23  |     |  |  |
|                        |                                                          |            |       |     |  |  |
| Suffrages exprimés     | Suffrages exprimés                                       | 46 044 656 | 95,42 |     |  |  |
| Votes blancs et nuls   | Votes blancs et nuls                                     | 2 210 042  | 4,58  |     |  |  |
| Total                  | Total                                                    | 48 254 698 | 100   | –   |  |  |
| Abstention             | Abstention                                               | 13 176 236 | 21,45 |     |  |  |
| Inscrits/Participation | Inscrits/Participation                                   | 61 430 934 | 78,55 |     |  |  |

### Résultats par province
En gras les municipalités ayant le statut de métropole.
| Municipalité | Maire sortant                               | Parti | Maire élu ou réélu | Parti |
| ------------ | ------------------------------------------- | ----- | ------------------ | ----- |
| Adana        | Zeydan Karalar                              | CHP   |                    | CHP   |
| Adıyaman     | Süleyman Kılınç                             | AKP   |                    | CHP   |
| Afyon        | Mehmet Zeybek                               | AKP   |                    | CHP   |
| Ağrı         | Savcı Sayan                                 | AKP   |                    | DEM   |
| Amasya       | Mehmet Sarı                                 | MHP   |                    | CHP   |
| Ankara       | Mansur Yavaş                                | CHP   | Mansur Yavaş       | CHP   |
| Antalya      | Muhittin Böcek                              | CHP   | Muhittin Böcek     | CHP   |
| Artvin       | Demirhan Elçin                              | CHP   |                    | CHP   |
| Aydın        | Özlem Çerçioğlu                             | CHP   |                    | CHP   |
| Balıkesir    | Yücel Yılmaz                                | AKP   |                    | CHP   |
| Bilecik      | Cemal Akın                                  | CHP   |                    | CHP   |
| Bingöl       | Erdal Arıkan                                | AKP   |                    | AKP   |
| Bitlis       | Nesrullah Tanğlay                           | AKP   |                    | AKP   |
| Bolu         | Tanju Özcan                                 | CHP   |                    | CHP   |
| Burdur       | Ali Orkun Ercengiz                          | CHP   |                    | CHP   |
| Bursa        | Alinur Aktaş                                | AKP   | Mustafa Bozbey     | CHP   |
| Çanakkale    | Ülgür Gökhan                                | CHP   |                    | CHP   |
| Çankırı      | İsmail Hakkı Esen                           | MHP   |                    | MHP   |
| Çorum        | Halil İbrahim Aşgın                         | AKP   |                    | AKP   |
| Denizli      | Osman Zolan                                 | AKP   |                    | CHP   |
| Diyarbakır   | Adnan Selçuk Mızraklı, Hülya Alökmen Uyanık | HDP   |                    | DEM   |
| Edirne       | Recep Gürkan                                | CHP   |                    | CHP   |
| Elazığ       | Şahin Şerifoğulları                         | AKP   |                    | AKP   |
| Erzincan     | Bekir Aksun                                 | MHP   |                    | MHP   |
| Erzurum      | Mehmet Sekmen                               | AKP   |                    | AKP   |
| Eskişehir    | Yılmaz Büyükerşen                           | CHP   |                    | CHP   |
| Gaziantep    | Fatma Şahin                                 | AKP   |                    | AKP   |
| Giresun      | Aytekin Şenlikoğlu                          | AKP   |                    | CHP   |
| Gümüşhane    | Ercan Çimen                                 | AKP   |                    | MHP   |
| Hakkiari     | Cihan Karaman                               | HDP   |                    | DEM   |
| Hatay        | Lütfü Savaş                                 | CHP   |                    | AKP   |
| Isparta      | Şükrü Başdeğirmen                           | AKP   |                    | AKP   |
| Mersin       | Vahap Seçer                                 | CHP   |                    | CHP   |
| Istanbul     | Ekrem İmamoğlu                              | CHP   | Ekrem İmamoğlu     | CHP   |
| İzmir        | Mustafa Tunç Soyer                          | CHP   | Cemil Tugay        | CHP   |
| Kars         | Ayhan Bilgen                                | HDP   |                    | MHP   |
| Kastamonu    | Rahmi Galip Vidinlioğlu                     | MHP   |                    | CHP   |
| Kayseri      | Memduh Büyükkılıç                           | AKP   |                    | AKP   |
| Kırklareli   | Mehmet Siyam Kesimoğlu                      | CHP   |                    | MHP   |
| Kırşehir     | Selahattin Ekicioğlu                        | CHP   |                    | CHP   |
| Kocaeli      | Tahir Büyükakın                             | AKP   |                    | AKP   |
| Konya        | Uğur İbrahim Altay                          | AKP   |                    | AKP   |
| Kütahya      | Alim Işık                                   | MHP   |                    | CHP   |
| Malatya      | Selahattin Gürkan                           | AKP   |                    | AKP   |
| Manisa       | Cengiz Ergün                                | MHP   |                    | CHP   |
| K. Maraş     | Hayrettin Güngör                            | AKP   |                    | AKP   |
| Mardin       | Ahmet Türk                                  | HDP   |                    | DEM   |
| Muğla        | Osman Gürün                                 | CHP   |                    | CHP   |
| Muş          | Feyat Asya                                  | AKP   |                    | DEM   |
| Nevşehir     | Rasim Arı                                   | AKP   |                    | İYİ   |
| Niğde        | Emrah Özdemir                               | AKP   |                    | AKP   |
| Ordu         | Mehmet Hilmi Güler                          | AKP   |                    | AKP   |
| Rize         | Rahmi Metin                                 | AKP   |                    | AKP   |
| Sakarya      | Ekrem Yüce                                  | AKP   |                    | AKP   |
| Samsun       | Mustafa Demir                               | AKP   |                    | AKP   |
| Siirt        | Berivan Helen Işık                          | HDP   |                    | DEM   |
| Sinop        | Barış Ayhan                                 | CHP   |                    | CHP   |
| Sivas        | Hilmi Bilgin                                | AKP   |                    | BBP   |
| Tekirdağ     | Kadir Albayrak                              | CHP   |                    | CHP   |
| Tokat        | Eyüp Eroğlu                                 | AKP   |                    | MHP   |
| Trabzon      | Murat Zorluoğlu                             | AKP   |                    | AKP   |
| Tunceli      | Fatih Mehmet Maçoğlu                        | TKP   |                    | DEM   |
| Şanlıurfa    | Zeynel Abidin Beyazgül                      | AKP   |                    | YRP   |
| Uşak         | Mehmet Çakın                                | AKP   |                    | CHP   |
| Van          | Bedia Özgökçe Ertan                         | HDP   |                    | DEM   |
| Yozgat       | Celal Köse                                  | AKP   |                    | YRP   |
| Zonguldak    | Ömer Selim Alan                             | AKP   |                    | CHP   |
| Aksaray      | Evren Dinçer                                | AKP   |                    | AKP   |
| Bayburt      | Hükmü Pekmezci                              | MHP   |                    | AKP   |
| Karaman      | Savaş Kalaycı                               | MHP   |                    | MHP   |
| Kırıkkale    | Mehmet Saygılı                              | AKP   |                    | AKP   |
| Batman       | Mehmet Demir                                | HDP   |                    | DEM   |
| Şırnak       | Mehmet Yarka                                | AKP   |                    | AKP   |
| Bartın       | Cemal Akın                                  | MHP   |                    | CHP   |
| Ardahan      | Faruk Demir                                 | CHP   |                    | CHP   |
| Iğdır        | Yaşar Akkuş                                 | HDP   |                    | DEM   |
| Yalova       | Vefa Salman                                 | CHP   |                    | CHP   |
| Karabük      | Rafet Vergili                               | MHP   |                    | AKP   |
| Kilis        | Mehmet Abdi Bulut                           | AKP   |                    | CHP   |
| Osmaniye     | Kadir Kara                                  | MHP   |                    | MHP   |
| Düzce        | Faruk Özlü                                  | AKP   |                    | AKP   |

### Résultats par parti
| Parti | Parti                                   | Parti                                   | Mairies    | Mairies                                    | Mairies   | Mairies |
| Parti | Parti                                   | Parti                                   | Métropoles | chefs-lieux de provinces (hors métropoles) | districts | Total   |
| ----- | --------------------------------------- | --------------------------------------- | ---------- | ------------------------------------------ | --------- | ------- |
|       | Parti de la justice et du développement | Parti de la justice et du développement | 12         | 12                                         | 525       | 549     |
|       | Parti républicain du peuple             | Parti républicain du peuple             | 14         | 21                                         | 398       | 433     |
|       | Parti d'action nationaliste             | Parti d'action nationaliste             | 0          | 8                                          | 220       | 228     |
|       | Parti démocratique des peuples          | Parti démocratique des peuples          | 3          | 7                                          | 75        | 85      |
|       | Nouveau parti de la prospérité          | Nouveau parti de la prospérité          | 1          | 1                                          | 63        | 65      |
|       | Le Bon Parti                            | Le Bon Parti                            | 0          | 1                                          | 31        | 32      |
|       | Parti de la grande unité                | Parti de la grande unité                | 0          | 1                                          | 19        | 20      |
|       | Parti démocrate                         | Parti démocrate                         | 0          | 0                                          | 5         | 5       |
|       | Parti de la félicité                    | Parti de la félicité                    | 0          | 0                                          | 4         | 4       |
|       | Parti de la démocratie et du progrès    | Parti de la démocratie et du progrès    | 0          | 0                                          | 4         | 4       |
|       | Parti de la gauche démocratique         | Parti de la gauche démocratique         | 0          | 0                                          | 3         | 3       |
|       | Parti de la patrie (en)                 | Parti de la patrie (en)                 | 0          | 0                                          | 2         | 2       |
|       | Parti des travailleurs de Turquie       | Parti des travailleurs de Turquie       | 0          | 0                                          | 2         | 2       |
|       | Parti de gauche                         | Parti de gauche                         | 0          | 0                                          | 2         | 2       |
|       | Parti de la cause libre                 | Parti de la cause libre                 | 0          | 0                                          | 1         | 1       |
|       | Parti du travail                        | Parti du travail                        | 0          | 0                                          | 1         | 1       |
|       | Indépendants                            | Indépendants                            | 0          | 0                                          | 8         | 8       |

## Conséquences
Les élections sont une défaite pour le parti au pouvoir, au profit de l'opposition. Le Parti républicain du peuple (CHP) réalise en effet son meilleur résultat depuis 1977, et l'emporte notamment dans les cinq plus grandes villes du pays — Istanbul, Ankara, Izmir, Bursa et Adana —, poussant le président Erdoğan a reconnaitre la défaite de sa formation au soir du scrutin,.
Le 2 avril, les autorités annulent la victoire d'Abdullah Zeydan, du DEM (gauche « pro-kurde »), qui avait obtenu plus de 55 % des voix lors des élections municipales de Van, et déclarent son adversaire, Abdullah Arvas, de l'AKP, vainqueur bien qu'il n'ait recueilli que 27 % des voix. Cette décision donne lieu à des manifestations à Van, ainsi qu'à Ankara et Istanbul, et est également condamnée par le CHP. Le DEM qualifie ce revirement de « coup d'État politique ». Après les précédentes municipales de 2019, presque tous les maires du parti pro-kurde sont remplacés par des administrateurs désignés par l'État. Le 3 avril, le Conseil électoral supérieur (YSK) revient sur la décision du comité électoral provincial, qui avait annulé l'élection d'Abdullah Zeydan, en consacrant finalement sa victoire.